# Burg Ardeck
Die Burg Ardeck (niederländisch Burcht Ardeck, englisch Ardeck Castle) ist die Ruine einer spätmittelalterlichen Höhenburg auf 157 m ü. NN neben dem Ort Holzheim im Rhein-Lahn-Kreis in Rheinland-Pfalz. Sie liegt frei zugänglich auf einer Anhöhe.

## Geschichte
Burg Ardeck war im Mittelalter Landesburg der Grafschaft Diez. Ihre erste urkundliche Erwähnung findet sich in der Limburger Chronik von Tilemann Elhen von Wolfhagen aus dem Jahr 1395, die auch Reste eines Vorgängerbaus erwähnt. Vermutlich diente die vergleichsweise kleine Burg zunächst als Grenzbefestigung gegen Katzenelnbogen sowie zur Überwachung der direkten Wegverbindung aus dem Aartal über Holzheim nach Limburg. Als Erbauer gilt Graf Adolf von Nassau-Dillenburg.
1406 schloss Erzbischof Friedrich von Köln einen Vergleich zwischen Johann von Limburg und dessen Frau Hildegard von Saarwerden einerseits und Graf Adolf von Nassau-Diez andererseits, der auch beinhaltete, dass Graf Adolf Johann und dessen Frau „nicht im Besitz von Ardeck stören sollte“.
1410 kam es zu einem Bündnis von Landgraf Hermann zu Hessen, Graf Johann von Katzenelnbogen, Graf Johann von Solms und anderen gegen Graf Adolf von Nassau und Diez.
1428 erfolgte durch Johann Boos von Waldeck eine Schlichtung der Auseinandersetzung der Grafen Johann, Engelbrecht und Johann von Nassau-Vianden mit Gottfried von Eppstein u. a. über die Schulden des Schlosses Ardeck.
1444 beurkunden die Grafen Johann und Philipp von Katzenelnbogen den Kauf eines Viertels der Grafschaft Diez inklusive des Anteils an den Schlössern und Festen Diez, Dehrn und Ardeck von den Grafen Johann und seines Bruders Heinrich von Nassau, Diez und Vianden, die diesen Anteil von Edlen Gottfried, dem Herren zu Eppstein urkundlich gekauft hatten.
Am 13. Juli 1453 erfolgten zwei Verkäufe von Anteilen: Gottfried VIII. von Eppstein-Münzenberg verkaufte ein Achtel an den Schlössern Diez, Dehrn und Ardeck an Erzbischof Jakob von Trier. Weiterhin verkauften Gottfried Herr zu Eppstein und Agnes von Runkel, dessen Ehefrau, dem Grafen Philipp von Katzenelnbogen ein Viertel an den Schlössern Diez, Dehrn, Ardeck und Laurenburg.
1467 verkaufte Gottfried VIII. von Eppstein-Münzenberg schließlich sein letztes Achtel an der Grafschaft Diez mit Dehrn, Ardeck und Laurenburg an Philipp von Katzenelnbogen.
Ab 1467 war die Burg Hauptsitz der Familie von Dietrich von Diez, die sie in jenem Jahr von den beiden Herren der Grafschaft Diez, Graf Philipp von Katzenelnbogen und Graf Johann von Nassau, zum Lehen erhielt. Die niederadlige Familie hatte bereits das Erbmarschallamt der Grafschaft Diez inne. Weitere ihrer Angehörigen erhielten die Burg in den Jahren 1487, 1589 und 1624 nachweislich als Lehen.
Nachdem die Familie im Jahr 1727 ausgestorben war, wurde die Burg nicht mehr bewohnt und zerfiel. Bereits in Aufzeichnungen aus dem Jahr 1740 wird sie als gänzlich verfallen bezeichnet. Die Ruine ist heute im Besitz der Gemeinde Holzheim.

## Anlage
Von der einstigen Burg erhalten sind Reste des grob rechteckigen Mauerrings, der das gesamte Plateau umschloss, sowie die Ruine des Bergfrieds. Dieser 21 Meter hohe, nur rund fünf Meter durchmessende, fünfstöckige Bergfried besitzt allerdings keine Treppe, so dass eine Besteigung nicht möglich ist.
Details aus einer im Jahr 1898 veröffentlichten Beschreibung der Burg Ardeck:
„Bruchsteinbau von Basalt, mit Bogen und Gewölben von Schiefer. In unregelmässig länglicher Grundform auf dem Gipfel eines Basaltberges erbaut. Die Umfassungsmauern nebst dem aus der Südwestecke herausspringenden runden Bergfried grösstenteils erhalten. An den Enden der östlichen Schmalseite ein runder und ein sechseckiger Eckthurm, beide halb zerstört. Neben letzterem in einem einspringenden Winkel der Südosteeke das spitzbogige Thor, darüber eine Pechnase. Daneben im Hofe der Anfang eines geraden Treppenlaufes, der zum sechseckigen Thurme und auf den durch einen Rundbogenfries vorgekragten Wehrgang führte. An der Nordseite der Burg im Innern 4 grosse Spitzbogenblenden, in welchen unregelmässig vertheilte Fenster lagen. Neben dem Bergfried im Hofe ein Keller mit rundbogigem Tonnengewölbe. Ueber dem zweiten Geschoss des Bergfriedes ein scharfgradiges Kreuzgewölbe, über dem obersten Stockwerk ebenfalls ein Gewölbe und ein Rundbogenfries.“
Typisch für Burg Ardeck ist der modularisierte, abschnittsweise Aufbau aus mehreren Gebäudeteilen (Bergfried, Schildmauer, Ringmauer, Torgebäude), die im Nachhinein nahezu ohne Mauerverband zusammengefügt wurden.

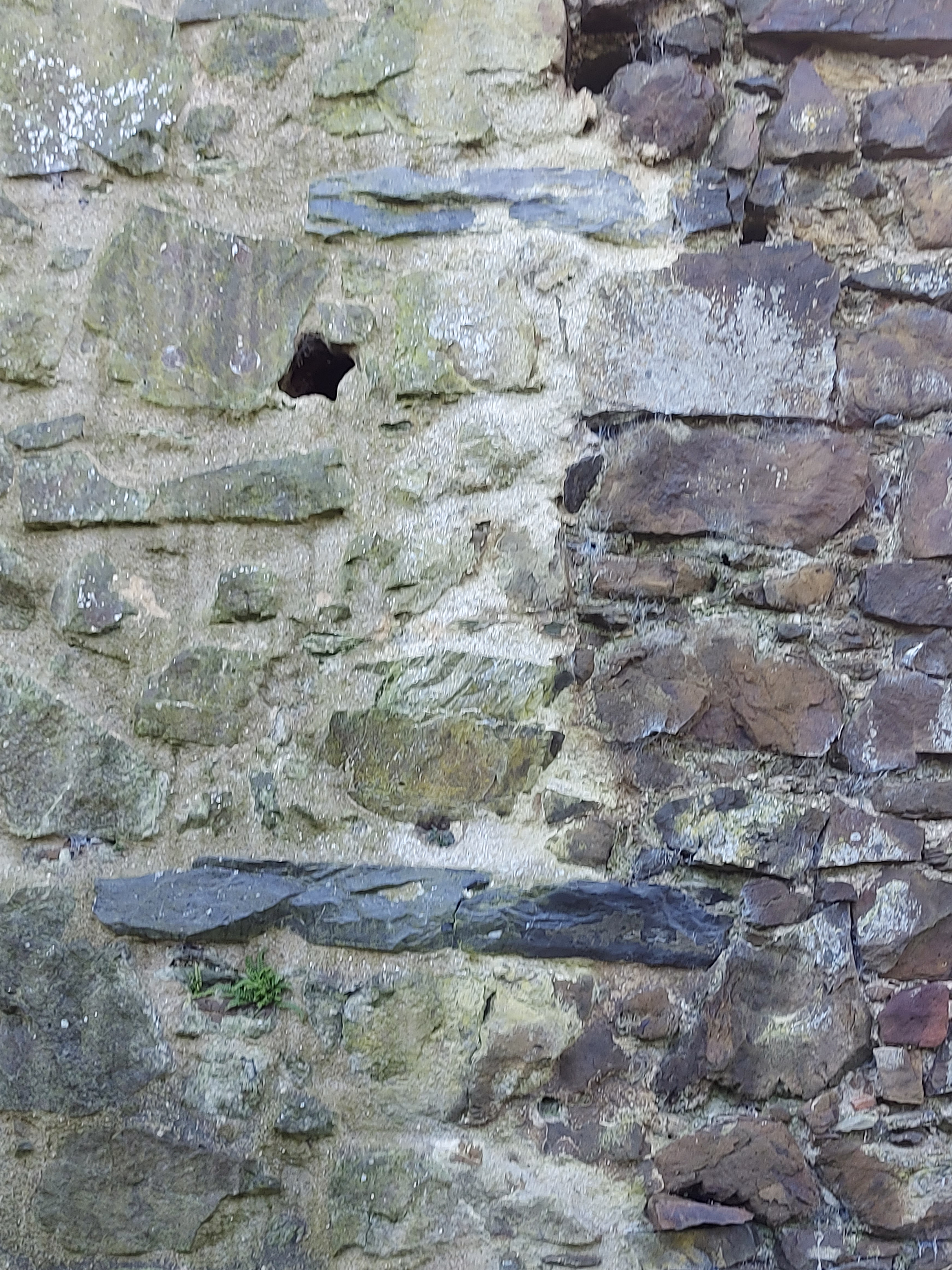
Kalksteinplatten als nachträgliche Verbindung zwischen Schild- und Ringmauer

Sowohl Burg Ardeck als auch die nur zwei Jahre früher errichtete Burg Wallrabenstein kennzeichnet als Besonderheit die auffällige Kombination einer sechseckigen und einer runden Tourelle mit der Schildmauer.
Von der Hauptangriffseite (Hangseite) verdeckt die Schildmauer mit der sechseckigen Tourelle das zurückgesetzte Tor.

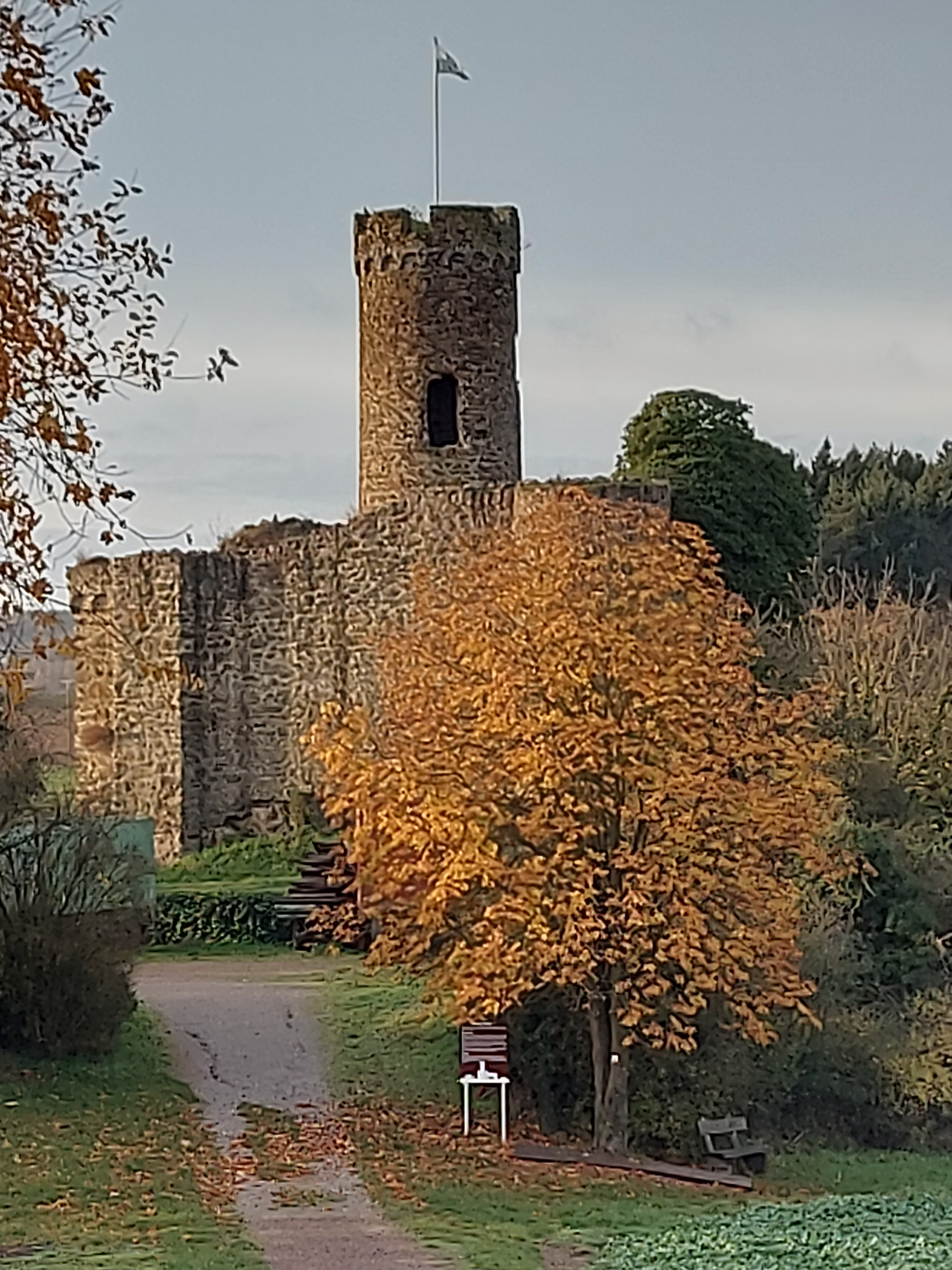
Burg Ardeck von der Hangseite

## Verwendung des Namens
Den Namen „Prinz“ bzw. „Prinzessin von Ardeck“ führten seit 1876 aufgrund königlich preußischer Verleihung Fürstin Marie von Hanau, Tochter des letzten regierenden Kurfürsten von Hessen, und ihre Nachkommen aus ihrer Ehe mit dem Prinzen Wilhelm von Hessen-Philippsthal.

## Quellen

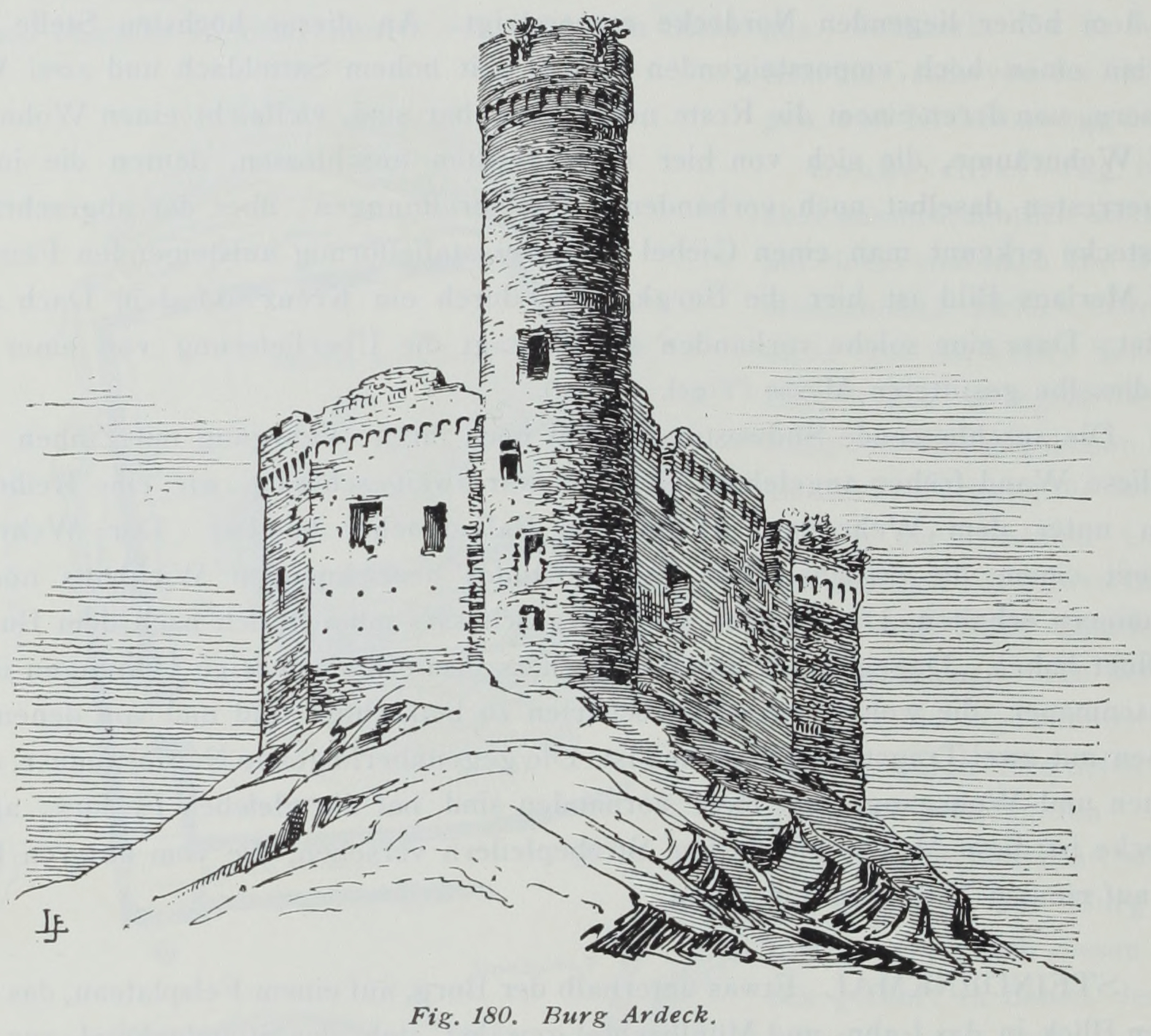
Burg Ardeck um 1907
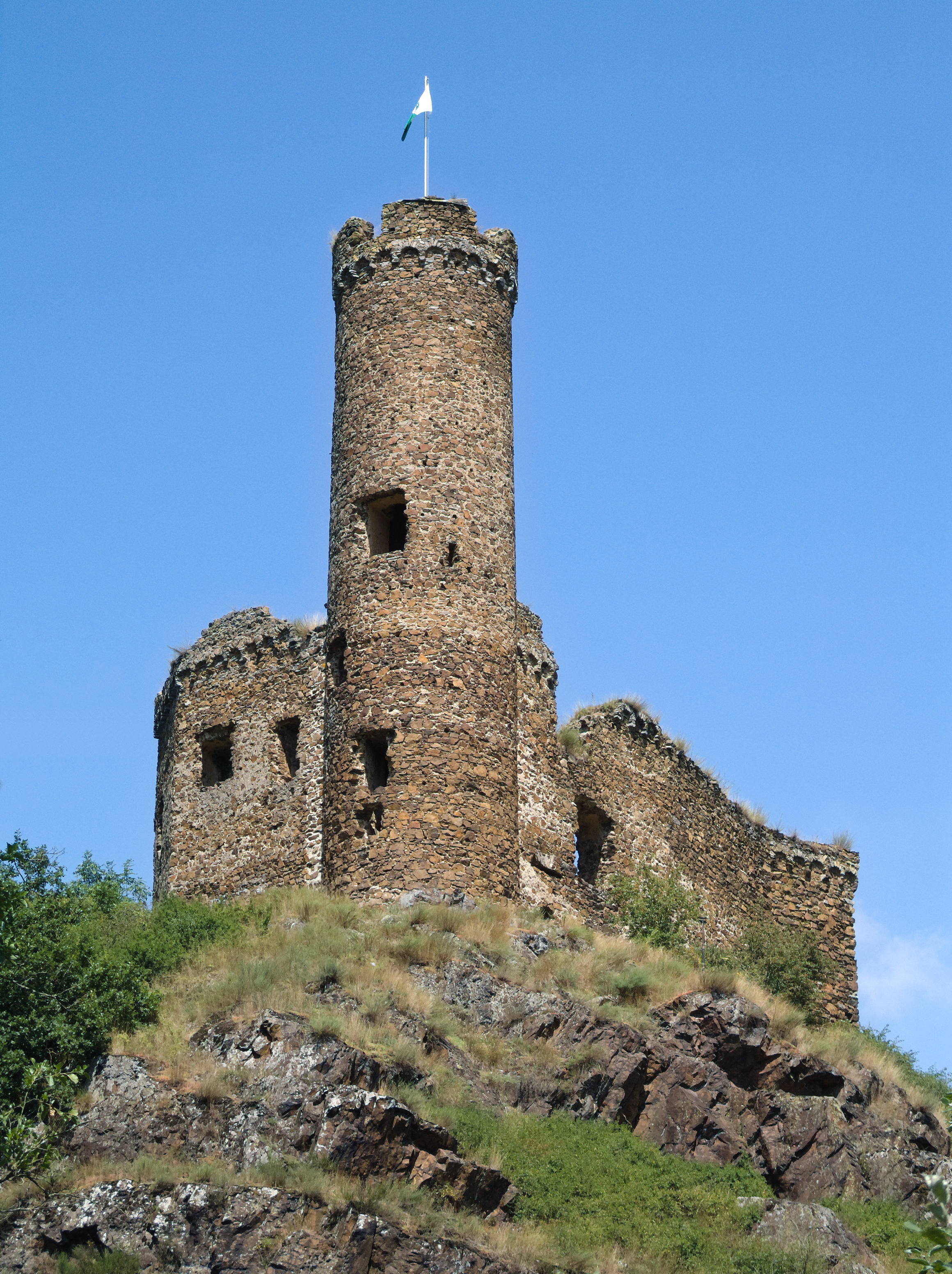
Burg Ardeck (2009)
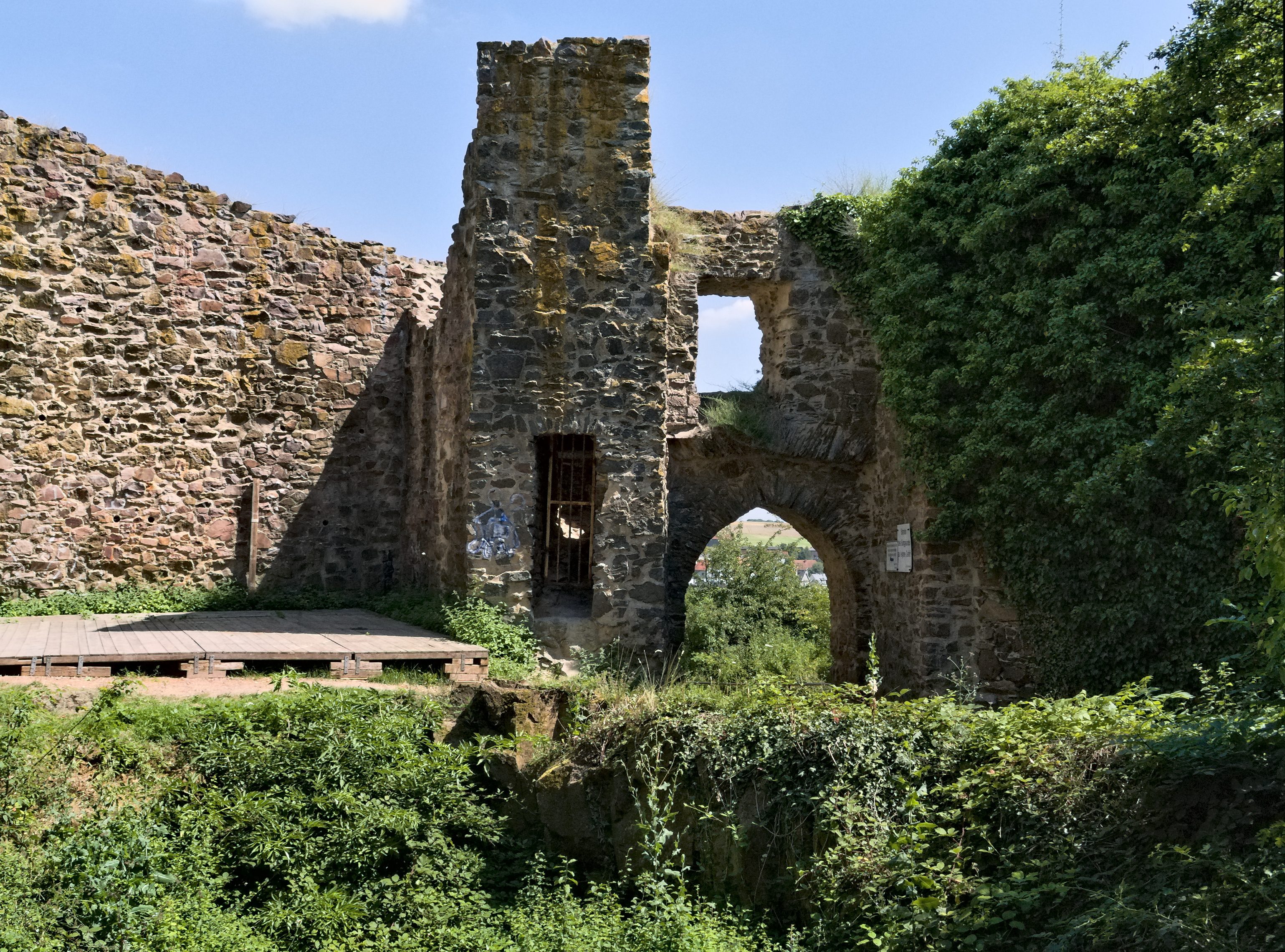
Burg Ardeck Aufgang zur Schildmauer und Torgebäude
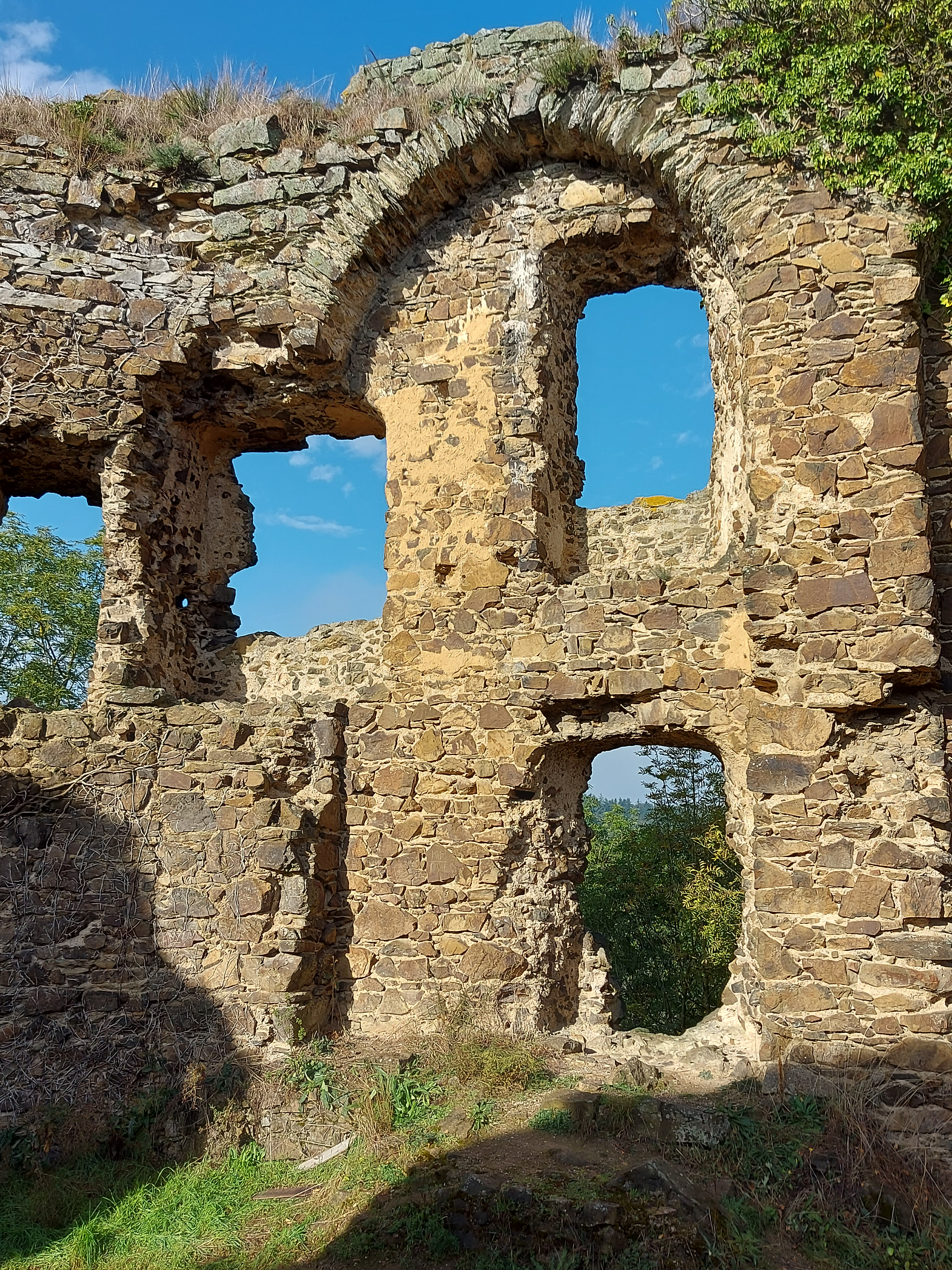
Burg Ardeck Blendnische
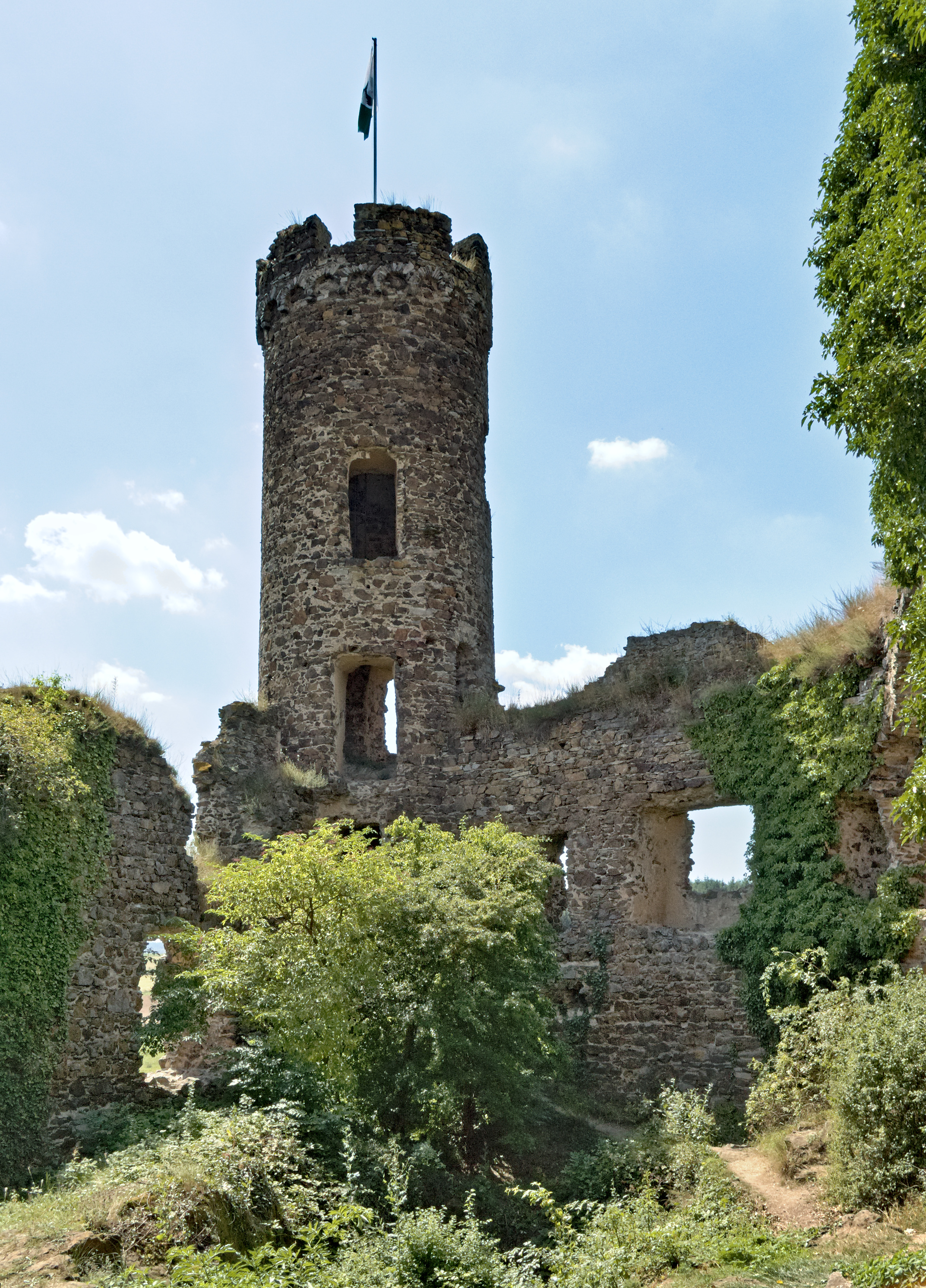
Burg Ardeck Hauptturm
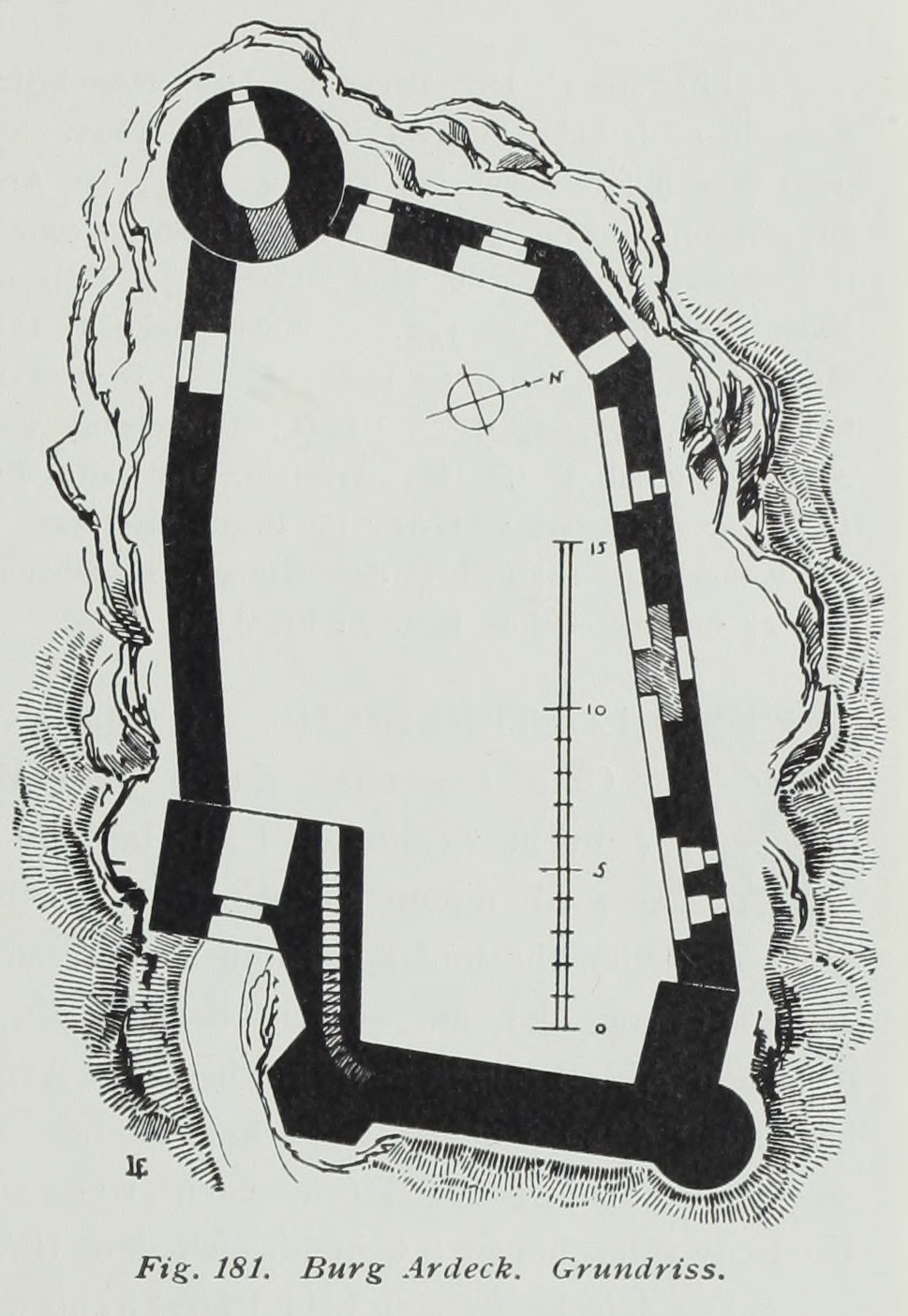
Burg Ardeck Grundriss